# عطا عمرانی
عطا عمرانی (زادهٔ ۲۴ تیر ۱۳۶۵ در تهران) بازیگر ایرانی تئاتر و تلویزیون است.

## ورود به عرصه بازیگری
عطا عمرانی بازیگری را در کلاس‌های امین تارخ فراگرفت. در اردیبهشت ۱۳۹۰ سعید نعمت‌الله (نویسندهٔ سریال شیدایی) عمرانی را به محمدمهدی عسگرپور (کارگردان شیدایی) معرفی کرد و او برای بازی در سریال شیدائی انتخاب شد. این نخستین تجربهٔ تصویری عمرانی شمرده می‌شد. او برای تناسب ظاهری با نقش خود به سفارش نویسنده، هفت کیلو وزن کم کرد.
سریال «شیدایی» که از دی‌ماه ۱۳۹۰ به روی آنتن شبکهٔ سوم سیما رفت، نام عطا عمرانی را به عنوان بازیگر مطرح کرد.
پس از آن نیز در مجموعه سریال کیمیا در نقش فرشید ظاهر شد و در مجموعه های دیگری همچون ماه و پلنگ، و در جستجوی آرامش در کنار مهدی هاشمی و داریوش فرهنگ به ایفای نقش پرداخت.

## فعالیتهای هنری

### سریال تلویزیونی
- شیدایی (مجموعه تلویزیونی) (محمدمهدی عسگرپور)
- کیمیا (جواد افشار)
- ماه و پلنگ (احمد امینی)
- در جستجوی آرامش (سعید سلطانی)
- روزگار (۱۳۹۸)
- شاهرگ (سیدجلال دهقانی اشکذری)
- فراری (۱۴۰۳، امیر داسارگر)

### فیلم تلویزیونی
- فیلم تلویزیونی چشم سوم
- فیلم تلویزیونی دو ماجرا برای یک ازدواج (شهرام شاه حسینی)
- فیلم تلویزیونی نیمه شب
- فیلم تلویزیونی فرود هشتم
- فیلم تلویزیونی دلسپرده

### تئاتر
- جنایت و مکافات ایمان افشاریان (۱۳۹۴)
- اسکورسیزی رسول کاهانی (۱۳۹۵)
- شرم و دغدغه کوروش شاهونه (۱۳۹۶)
- هیدن کوروش شاهونه (۱۴۰۲)

## جوایز و افتخارات
- تندیس بهترین بازیگر مرد برای نمایش شرم و دغدغه از ششمین جشنواره تئاتر شهر (۱۳۹۶)

## بن‌مایه
- گرگانی، شکیبا (۵ دی ۱۳۹۰). «بازیگر سریال شیدایی در گفتگو با قدس آنلاین: «طاها» شبیه من نیست ولی بخاطرش هفت کیلو وزن کم کردم!». قدس‌آنلاین. دریافت‌شده در ۲۲ دی ۱۳۹۰.
- آشتیانی، طاهره (۱۷ دی ۱۳۹۰). «لیلا و طاها این روزها بین مردم بخصوص جوان‌ها طرفداران زیادی پیدا کرده‌اند». جام‌جم‌آنلاین. دریافت‌شده در ۲۲ دی ۱۳۹۰.
- عرفانیان، مریم (۲۰ دی ۱۳۹۰). «عشق حال طاها را خوب می‌کند/ پایان «شیدایی» هنوز مشخص نیست». خبرگزاری مهر. دریافت‌شده در ۲۲ دی ۱۳۹۰.